# Fracció màssica

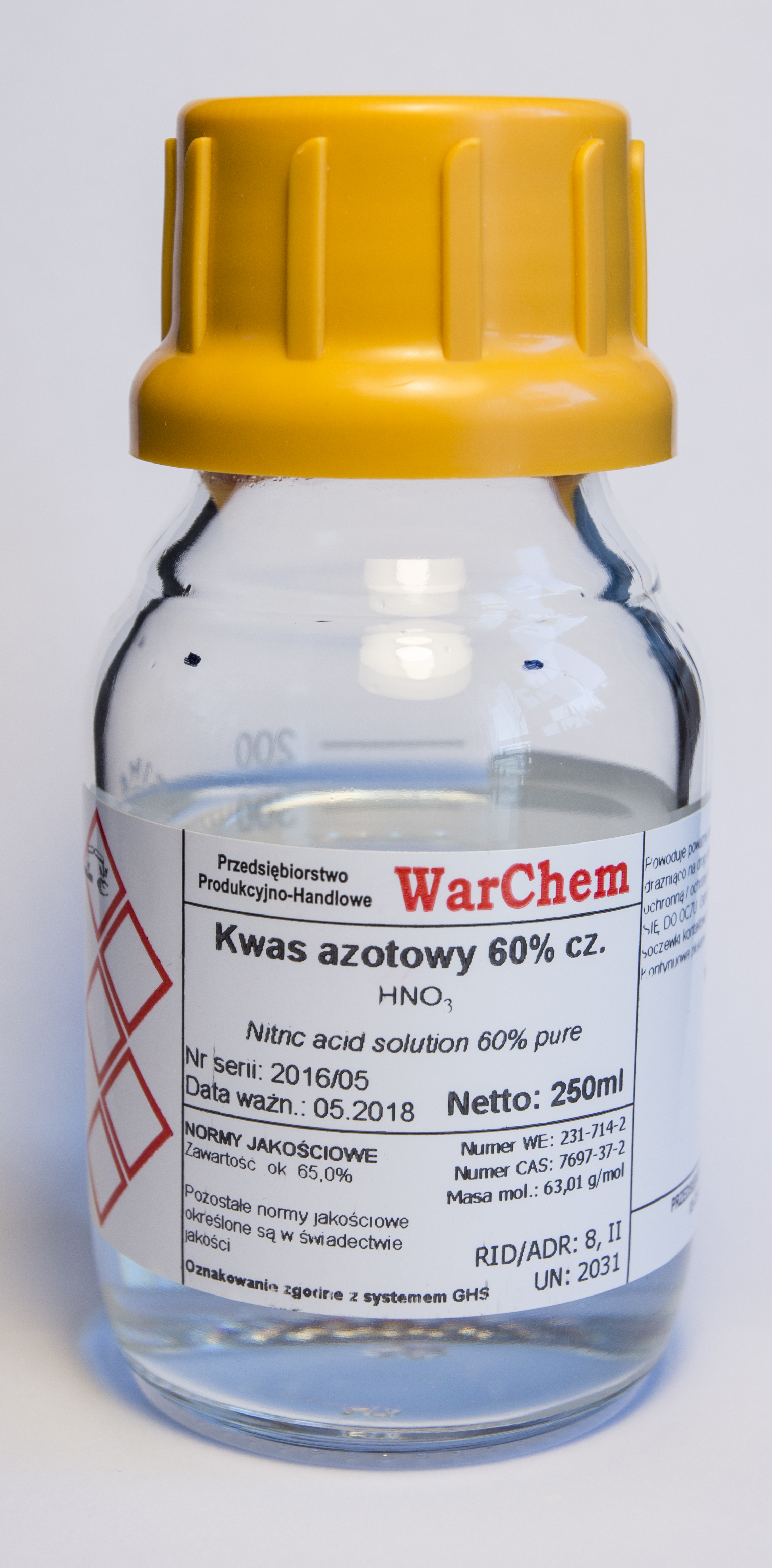
Dissolució d'àcid nítric al 60 % en massa

En química, la fracció màssica, {\displaystyle w_{i}}, és la relació que hi ha entre la massa d'un constituent d'una mescla, {\displaystyle m_{i}}, i la massa total de tots els constituents de la mescla, {\displaystyle m}. Matemàticament:
{\displaystyle w_{i}\,=\,{\frac {m_{i}}{m}}}És una magnitud adimensional i els seus valors varien entre zero i u: {\displaystyle 0\geq w_{i}\geq 1}. També es pot expressar en tant per cent, anomenant-se percentatge en massa o, antigament, percentatge en pes:
{\displaystyle \%w_{i}\,=\,{\frac {m_{i}}{m}}\times 100}